# Минные заградители типа «Руотсинсалми»
Минные заградители типа «Руотсинсалми» — серия из двух минных заградителей, построенная в 1938—1940 гг. для ВМС Финляндии. Могли использоваться, как тральщики.
Названы в честь морских сражений времен русско-шведских войн: второго сражения при Роченсальме 9 июля 1790 года, и битвы при Гангуте 27 июля 1714 года, известной в Финляндии как битва при Риилахти.

## История
Оба корабля участвовали во Второй мировой войне — минно-заградительные операции в Финском заливе и борьба с советскими подводными лодками (в частности, ими потоплены Щ-317, Щ-408 и, возможно, Щ-406).
Вечером 12 ноября 1942 года находившийся в устье Финского залива минный заградитель «Руотсинсалми» был четыре раза атакован торпедами. По сведениям Е. В. Чирвы эти атаки могла произвести Щ-306, которая возвращалась из боевого похода.
«Риилахти» был потоплен торпедой с советского ТКА-94. Из 60 членов экипажа спаслось 35 человек.
«Руотсинсалми» пережил войну и был исключен из списков в 1974 году.

## Представители проекта
| Название                | Закладка | Спуск на воду | Вступление в строй | Судьба        |
| ----------------------- | -------- | ------------- | ------------------ | ------------- |
| «Риилахти» Ruotsinsalmi | 1938     | 5.1940        | 1941               | Списан в 1974 |
| «Руотсинсалми» Riilahti | 1938     | 1940          | 1941               | Погиб в 1943  |